# IEEE 1284
IEEE 1284 è uno standard di trasmissione parallela creato dalla statunitense Centronics, approvato dall'Institute of Electrical and Electronics Engineers nel marzo 1994 con il nome Standard Signaling Method for a Bidirectional Parallel Peripheral Interface for Personal Computers.